# Níjneie Moixevo
Níjneie Moixevo (en rus: Нижнее Мошево) és un poble (possiólok) del krai de Perm, a Rússia, que pertany al districte rural de Solikamski. El 2010 tenia 838 habitants.